# Club sandwich
Il clubhouse sandwich, abbreviato club sandwich, è un sandwich statunitense composto da pane tostato, pollo o tacchino, bacon, lattuga, pomodoro e maionese. Viene spesso tagliato in quarti o metà e tenuto insieme da appositi stecchini. Le versioni moderne della pietanza hanno in genere due strati di companatico separati da un'ulteriore fetta di pane.

## Storia
Il club sandwich risulta inventato presso lo Union Club di New York. Il primo documento che menziona il sandwich è una ricetta pubblicata sul The Evening World datata 18 novembre 1889, dove viene descritto un sandwich che avrebbe "due pezzi di pane Graham tostati, con uno strato di tacchino o pollo e prosciutto tra di loro."
Diverse fonti accreditano allo chef dello Union Club l'ideazione del sandwich. Altri, tuttavia, smentiscono tale ipotesi. Secondo un'altra versione, il club sandwich venne inventato in un esclusivo club di gioco d'azzardo a Saratoga Springs, intorno al 1894 quando "Richard Canfield ... il cortese mecenate d'arte, acquistò il Saratoga Club per trasformarlo in un casinò [Canfield Casino] ... il club sandwich (fu ideato) nelle sue cucine".
Il sandwich sembra essere apparso nei menu dei ristoranti americani a partire dal 1899.
La prima opera che menziona il panino è il libro Conversations of a Chorus Girl, un libro (1903) di Roy Larcom McCardell.
I club sandwich contenevano inizialmente fette di pollo, ma, con il passare del tempo, l'ingrediente verrà gradualmente rimpiazzato dal tacchino.

## Preparazione

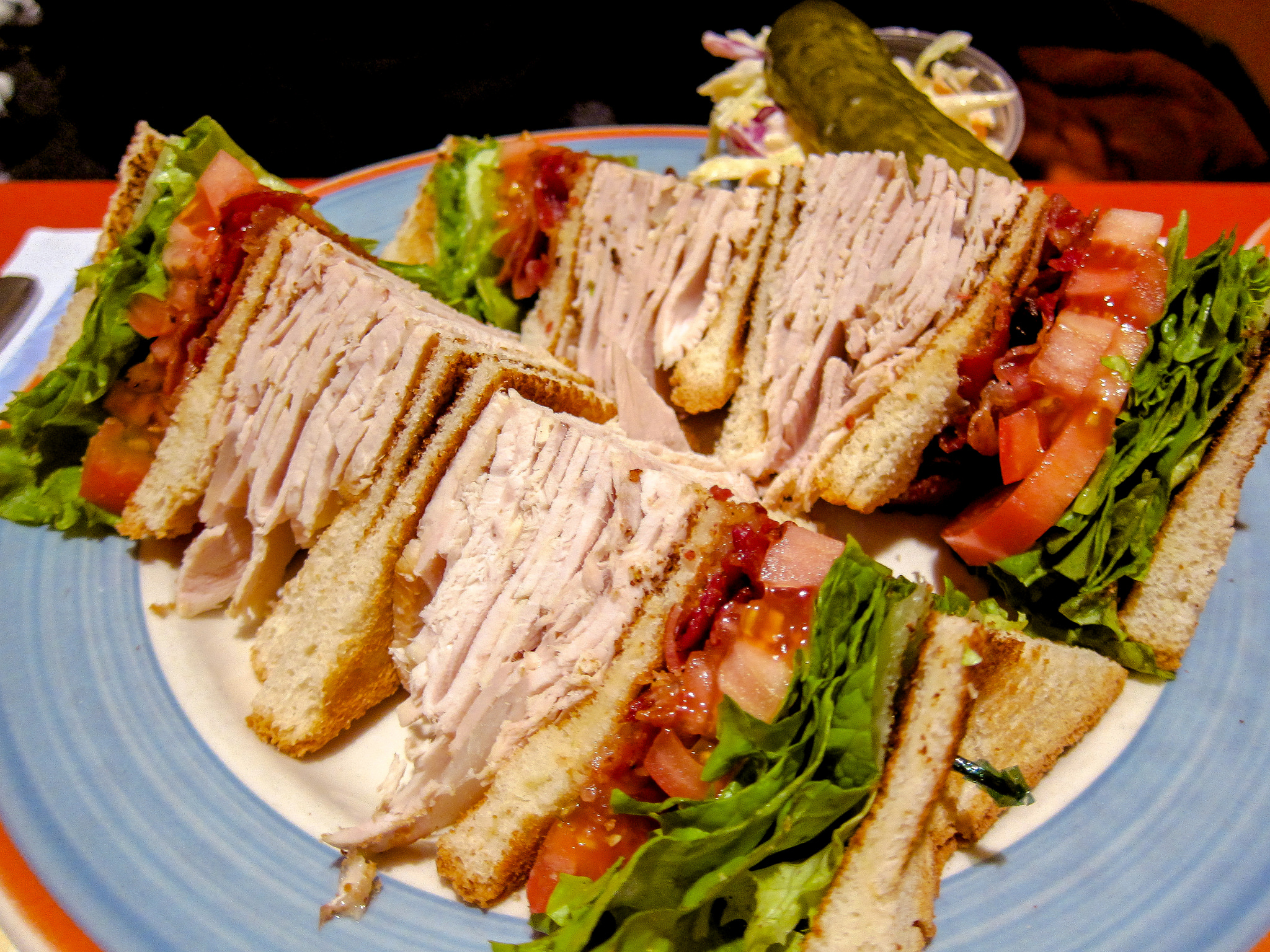
Spiedini preparati con gli ingredienti del club sandwich

Esattamente come il BLT, il club sandwich è a base di pane bianco tostato, lattuga iceberg, pancetta e pomodori e può contenere maionese o senape. Alcuni club sandwich soprannominati "breakfast club" hanno un maggiore apporto proteico e contengono uova o roast beef. Altri presentano il prosciutto al posto del bacon e/o il formaggio, mentre le varietà vegetariane hanno hummus, avocado o spinaci, e sostituiscono la vera pancetta con un derivato della carne. Sono state anche introdotte delle varianti "lussuose" del club sandwich con ostriche, salmoni e granchio. Il panino viene comunemente servito con l'accompagnamento di coleslaw o patate e, a volte, anche con patatine fritte.

## Varianti
In un volume dell'Evening Independent del 1983 è stata pubblicata una variante del club sandwich che, come l'Elvis sandwich, ha il burro di noccioline e le banane (peanut butter club sandwich).

## Controversie
A causa dell'alto contenuto di grassi e carboidrati del pane, della pancetta e del condimento, i sandwich club sono stati a volte giudicati malsani. Nel 2000, la catena di fast food Burger King venne pesantemente criticata per aver distribuito il suo club chicken, contenente 700 calorie, 44 grammi di grasso (di cui nove saturi), 1.300 milligrammi di sodio e acidi grassi trans.